# Chrząstawa Wielka (przystanek kolejowy)
Chrząstawa Wielka – zamknięty 23 czerwca 2000 roku przystanek kolejowy w Chrząstawie Wielkiej na linii kolejowej nr 292 Jelcz Miłoszyce – Wrocław Osobowice, w powiecie wrocławskim, w województwie dolnośląskim, w Polsce. 

## Ruch pasażerski
| Rok  | Wymiana pasażerska na dobę |
| ---- | -------------------------- |
| 2017 | –                          |
| 2022 | 100-149                    |
| 2023 | 200-299                    |